# Václav Karola
Václav Karola es un deportista checoslovaco que compitió en tiro con arco, en la modalidad de arco recurvo. Ganó cuatro medallas en el Campeonato Mundial de Tiro con Arco al Aire Libre entre los años 1946 y 1948.

## Palmarés internacional
| Campeonato Mundial al Aire Libre | Campeonato Mundial al Aire Libre | Campeonato Mundial al Aire Libre | Campeonato Mundial al Aire Libre |
| Año                              | Lugar                            | Medalla                          | Prueba                           |
| -------------------------------- | -------------------------------- | -------------------------------- | -------------------------------- |
| 1946                             | Estocolmo (Suecia)               | Medalla de plata                 | Equipo                           |
| 1947                             | Praga (Checoslovaquia)           | Medalla de oro                   | Equipo                           |
| 1947                             | Praga (Checoslovaquia)           | Medalla de plata                 | Individual                       |
| 1948                             | Londres (Reino Unido)            | Medalla de bronce                | Equipo                           |